# Famille de Chasteigner
La  famille de Chasteigner est une famille subsistante de la noblesse française d'extraction chevaleresque originaire du  Poitou.

## Origines
Selon Gustave Chaix d'Est-Ange l'origine certaine de la maison de Chasteigner remonte à un Gilbert Castanet, mentionné dans une charte de l'abbaye de Bourgueil vers 1060. La filiation directe est établie de façon rigoureuse à partir de Gilbert Chasteigner, seigneur de la Chasteigneraie, qui vivait dans la seconde moitié du XIIIe siècle. Il est fait mention de ce dernier dans un acte de 1318, où il est cité comme défunt, ayant épousé Jeanne Barrabin, dame de Saint-Georges-de-Rex.
L’historien André Du Chesne publia en 1634 une généalogie de cette famille, un travail continué et enrichi au XVIIIe siècle par Clabault, et dont de nombreuses pièces sont conservées au Cabinet des Titres. Ces travaux soulignent l'ancienneté de la maison, ses nombreuses branches, ainsi que ses possessions en Bas-Poitou.[réf. nécessaire]
Les premiers membres de la maison participèrent activement aux croisades. Il est rapporté qu’un Barthélemy Chasteigner prit part à la deuxième croisade, et qu’un Thibaut Chasteigner participa à la septième croisade aux côtés de Saint Louis, comme mentionné dans un acte de 1250 passé à Acre.[réf. nécessaire]
Régis Valette écrit que la famille Chasteigner, d'extraction chevaleresque, est originaire du bas-Poitou et de Vendée et que sa noblesse remonte à l'année 1318 et qu'elle fut reçue aux honneurs de la Cour.

## Généalogie
- Branche de la Roche-Posay : La plus ancienne et illustre, ayant pour fondateur Geoffroy Chasteigner (XVe siècle), chevalier, seigneur de Saint-Georges-de-Rex, qui épousa Louise de Preuilly, lui apportant la terre de la Roche-Posay.
  - Jean Chasteigner, baron de la Roche-Posay et chambellan de François Ier, se distingua au siège de Pavie (1525) où il reçut une blessure qui le laissa boiteux pour le reste de sa vie. En récompense de ses services, il fut nommé grand maître des eaux et forêts du Bourbonnais en 1533.
  - Louis Chasteigner de la Roche-Posay (1535-1595), baron de Preuilly et ambassadeur auprès du Saint-Siège, marqua son époque par son rôle diplomatique durant les guerres de Religion. Fidèle serviteur de la couronne, il fut également gouverneur de la Marche et chevalier de l’ordre du Saint-Esprit.
- Branche de Melleraye : Fondée par Simon Chasteigner, seigneur de la Melleraye, varlet et fidèle serviteur de la couronne.
- Branche de Saint-Georges-de-Rex : une autre branche notable, descendant directement de la lignée de Geoffroy Chasteigner. Elle est marquée par des alliances prestigieuses avec les familles de la Rochefoucauld, de Schomberg, et de Nesmond, qui renforcèrent son prestige et son influence. Jean Chasteigner de Saint-Georges se distingue comme chevalier et gentilhomme de la chambre du roi, servant à la cour avec dévouement.
- Branches éteintes : Parmi celles-ci, on compte la branche du Breuil de Challans, éteinte au XVIIe siècle, ainsi que la branche de la Chasteigneraie, qui s’éteignit au XIVe siècle. Ces branches mineures, bien qu'éteintes, ont contribué à l'expansion initiale de la famille au sein du Poitou.

## Titres et Charges
Au fil des siècles, les Chasteigner se distinguèrent par l’exercice de nombreuses charges importantes au service de la couronne. Parmi celles-ci :
- Chambellan des rois de France : Plusieurs membres, dont Guy Chasteigner, chambellan des rois Louis XI et Charles VIII.
- Maître d’hôtel du roi : Une charge prestigieuse exercée par plusieurs générations.
- Officiers militaires : La famille compta plusieurs lieutenants-généraux, maréchaux de camp, et commandants en chef de la noblesse poitevine. Louis Chasteigner, baron de Preuilly, fut gouverneur et lieutenant général de la Marche (Poitou et Limousin).
- Fonctions ecclésiastiques : Plusieurs membres furent évêques de Poitiers et de Saintes, ainsi que grands vicaires et abbés commendataires.

## Personnalités
- Louis Chasteigner de la Roche-Posay (1535-1595), baron de Malval, seigneur d'Abain, ambassadeur de France près le Saint-Siège de 1576 à 1581, gouverneur de la Marche, chevalier de l'ordre du Saint-Esprit en 1583.

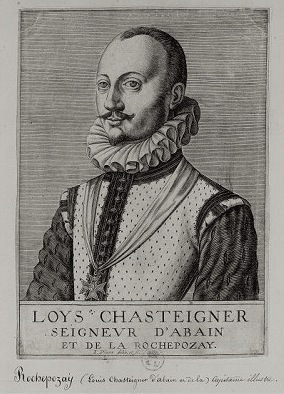
Louis Chasteigner, baron de Preuilly, seigneur d'Abain et de la Roche-Posay (1535-1595)

- Louis Chasteigner, baron de Preuilly, seigneur d'Abain et de la Roche-Posay (1535-1595)Jean-René-Henri de Chasteigner de Meilleraye (1754-1793) dit le « marquis de Chasteigner », capitaine d'une compagnie de chevau-légers de nouvelle levée en 1743, participe à la bataille de Dettingen, fait chevalier de Saint-Louis en 1746. Nommé commandant en chef de la noblesse du Poitou au ban de 1758.
- Guy Chasteigner (...-1507), seigneur de la Roche-Posay, de Saint-Georges-de-Rex et de La Rochefaton, chambellan des rois Louis XI et Charles VIII.
- Jean Chasteigner de la Roche-Posay (1571-...), seigneur de La Rocheposay et d'Abain, baron de Preuilly, gouverneur et lieutenant pour le roi des pays de la Haute et Basse Marche de Limousin.
- Jean Chasteigner, seigneur de La Roche-Posay, gentilhomme ordinaire de la chambre du roi, chambellan de François Ier et Henri II, écuyer de François Ier. Participe au siège de Pavie, chevalier de Saint-Michel.
- Jeanne Chasteigner de la Rocheposay (1543-1622), épouse de Henri Clutin de Villeparisis puis de Gaspard de Schomberg, fille d'honneur de Catherine de Médicis, d'Élisabeth d'Autriche, puis de Louise de Lorraine-Vaudémont.
- Roch Chasteigner fit les guerres d'Italie, Ronsard lui dédie un poème : « Épitaphe de feu Roch Chasteigner » p. 848 Les Œuvres de P. de Ronsard Gentilhomme Vandomois (1584).
- Alexandre Armand de Chasteigner (1785-1867), militaire, officier de  La Grande Armée, officier d'ordonnance de Napoléon Ier, nommé chef d'escadron en 1813, chevalier de Saint-louis et chevalier de la Légion d'honneur.
- François Chasteigner fit partie du voyage d'Henri III en Pologne.
- Germain Chasteigner de la Chasteigneraye (1716-1781), aumônier du roi Louis XV, évêque de Saintes[3] et abbé commendataire de l'abbaye de Bourgueil, chanoine-comte au sein du Chapitre de Saint-Jean de Lyon.
- Henri-Louis Chasteigner de La Roche-Posay (1577-1651), évêque de Poitiers.
- Léon Chasteigner (...-1537), prévôt de l'abbaye de Charroux, abbé de Fontgombault, de Saint-Hilaire et de Nanteuil-en-Vallée, grand vicaire de Lyon.
- René Chasteigner (...-1565), pronotaire du Saint-Siège, abbé commendataire de la Merci-Dieu et de Nanteuil-en-Vallée.
- Charles de Chasteigner de la Rocheposay (1611-1667), lieutenant du roi pour le Haut et le Bas Poitou, député de la noblesse du Poitou aux États généraux de 1651.
- Diane Chasteigner de la Roche-Posay (1618-1698), dite Madame de Saint Loup.

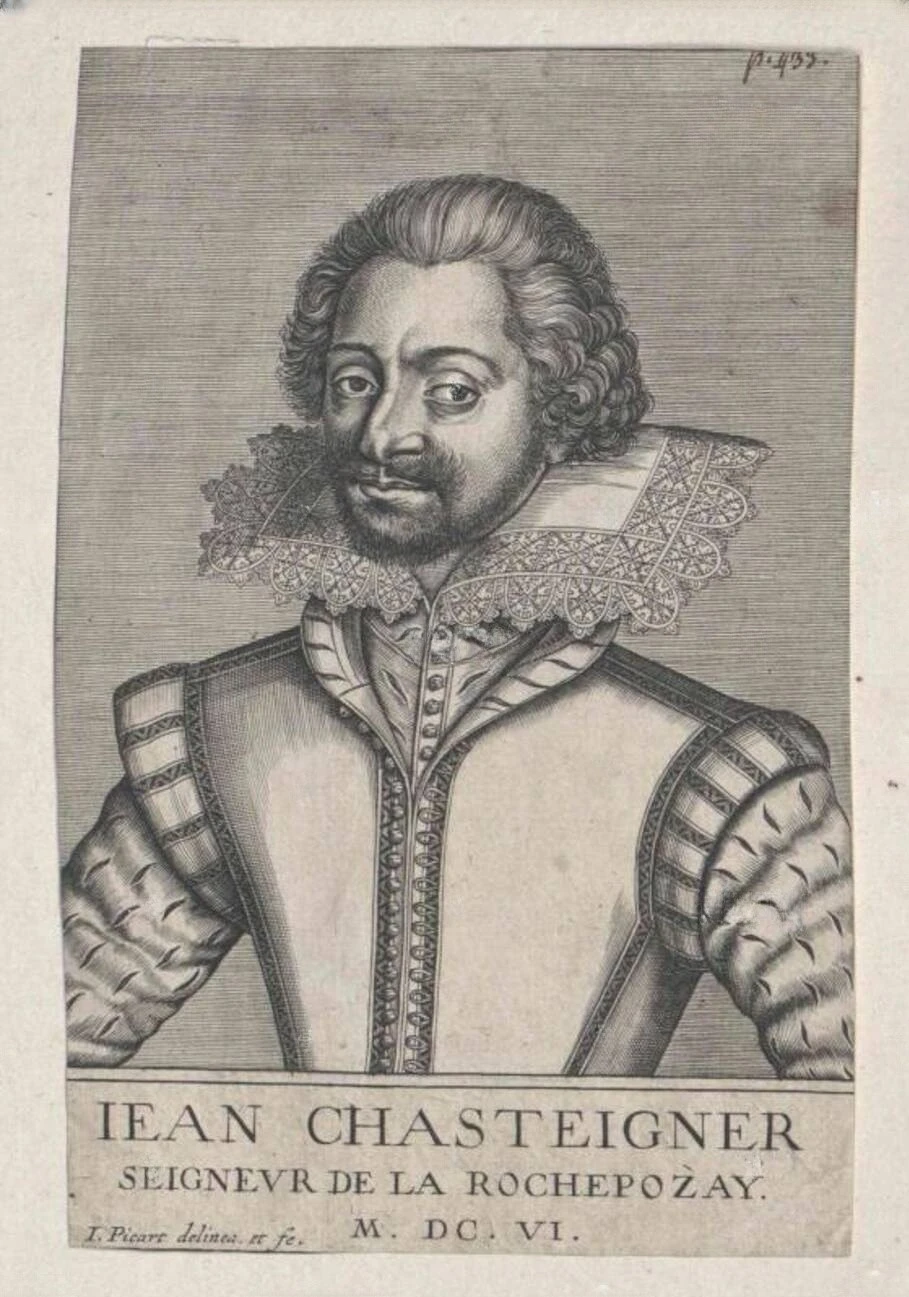
Jean Chasteigner de la Roche-Posay (1606)

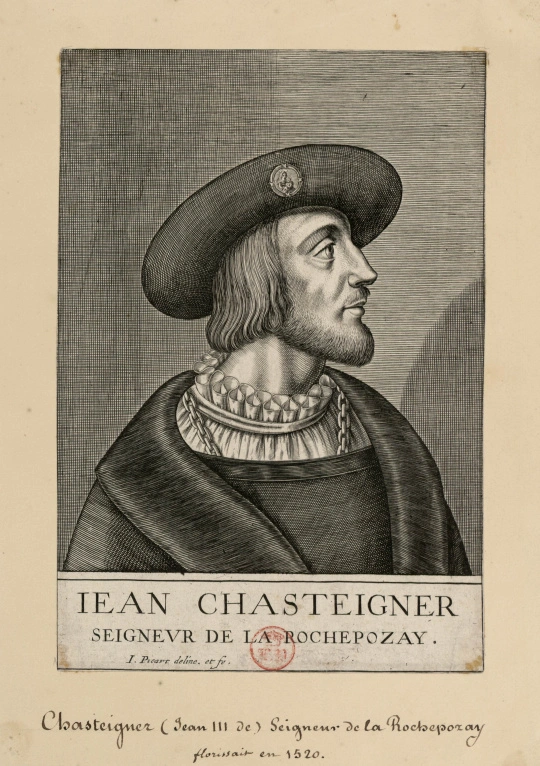
Jean Chasteigner de la Roche-Posay (1519-1567)

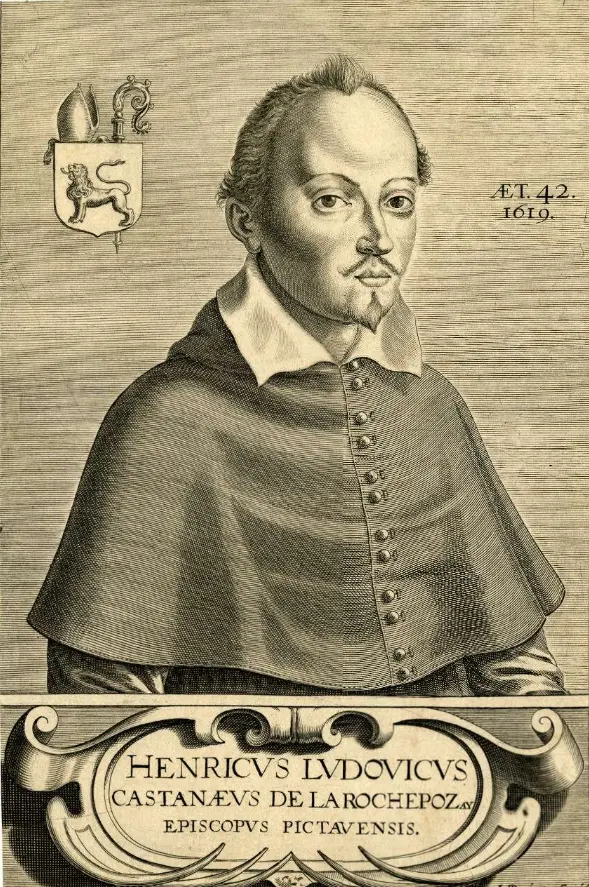
Henri Louis Chasteigner de la Roche-Posay, Evêque de Poitiers (1619)

## Armes
| Armoiries | Descriptions |
| --------- | --- |
|           | Armes de la Maison de Chasteigner D'or à un lion passant de sinople, armé et lampassé de gueules. Couronne de marquis. Tenants : Deux sauvages de carnation, appuyés sur leurs massues et ceints de feuillage de sinople. |
|           | Selon Du Chesne "D'or , au Lion pofé de finople, armé & lampassé de gueules. L'ECU, sommé d'une couronne de Marquis. SUPPORTS : Deux Sauvages de carnation, ceints de feuillages de finople, tenant chacun d'une main l'Ecu ; & de l'autre, une maffue élevée fur l'épaule. CIMIER : Un demi Lion naiffant, auffi de finople y armé & lampaffé de gueules."                                                       |
|           | Selon Du Chesne " l'escu eft à vn Lyon de Sinople paffant. Les Supports ou Tenants, deux Sauages qui tiennent chacun d'vne main l'Efeu, & ont en l'autre vne Maffue efleuée en haut. Le Cimier, vn demy Lyon naiffant, qui fe monftre auec la tefte droite, les deux pieds de deuant aduancez,& le bour de la queuë recoquillée par derrière: le refte ne paroiffant point, non plus que l'autre moitié du Lyon." |
|           | Armes des Chasteigners d'Apremont "d'argent à la croix ancrée de gueules, bordure de sable à 8 besants d'or" |

## Titres de noblesse
- Marquis de la Roche-Posay : Titre détenu par la branche principale de la famille, associé à la seigneurie de La Roche-Posay[4].
- Baron de Preuilly : Titre porté par Louis Chasteigner et ses descendants, gouverneurs de la Marche.
- Baron de Malval : Autre titre porté par les membres de la branche principale.
- Comte de Chincé : Titre érigé en comté pour François Chasteigner par lettres patentes en 1619.

## Alliances
Les principales alliances de la famille Chasteigner sont : de Schönberg, de La Roche-Aymon, de Nesmond, de Béjarry, De liniers, Poictevin de La Rochette, de Tinguy du Pouët, de la Rochejaquelein, Jouvenel des Ursins, de Galard, Maison de Laval, Maison de Roquefeuil-Blanquefort, Maison de la Rochefoucauld, de Vivonne,de Fontenay, de Saffré, Jousseaume de La Bretesche, de La Lande de Machecoul, de Rezay, de Pons, Mauclerc, Guischard d'Orfeuille, Jaillard, Thibault de La Carte, du Chilleau, de Gaignon de Saint-Bohaire, de Monléon, de Hillerin, de Cacqueray-Valménier, de Nuchèze, de Baïf, de Salignac, de Molette de Morangiès, d'Arlanges.

## Propriétés

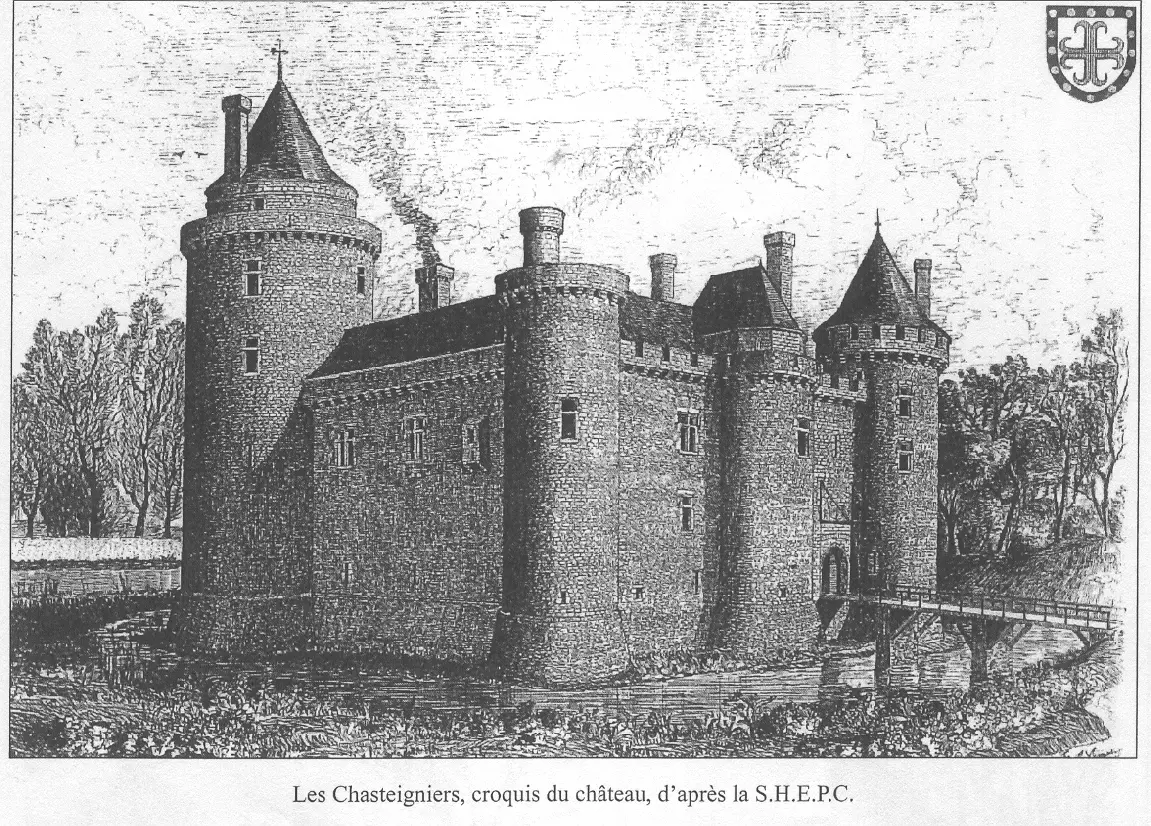
Château des Chasteigners (VIIe - XIX), Canton de Palluau

- Château de Chantemille
- Château de Saint-Michel-le-Cloucq
- Château de Saveille
- Château de Touffou
- Manoir de Chandoiseau
- Château de Gourville
- Manoir de la Plâterie
- Château de Borie-Petit
- Château des Chasteigners

## Pour approfondir